# El monasterio de los buitres
El monasterio de los buitres (hrv. Samostan supova) meksički je film snimljen 1973. Režirao ga je Francisco del Villar.

## Radnja
U jednom starom samostanu u Meksiku, vjera mladih, „obećavajućih” svećenika stavljena je na kušnju od strane opata, pomoću psihoanalize. Tijekom tih radnji, mladići pokažu nesigurnost, seksualne probleme i nedostatak vjere.

## Uloge
- Enrique Lizalde — opat
- Enrique Álvarez Félix — Emilio
- Irma Serrano — Amalia
- Augusto Benedico — Pablo
- Enrique Rocha — Andres
- Héctor Bonilla — Marcos
- Otto Sirgo — Juan
- Eduardo Noriega — Don Manuel
- David Estuardo — Antonio
- Jose Chávez — Camilo
- Carlos Cámara
- Margarita de la Fuente — Carmen